# Bugatti Type 55

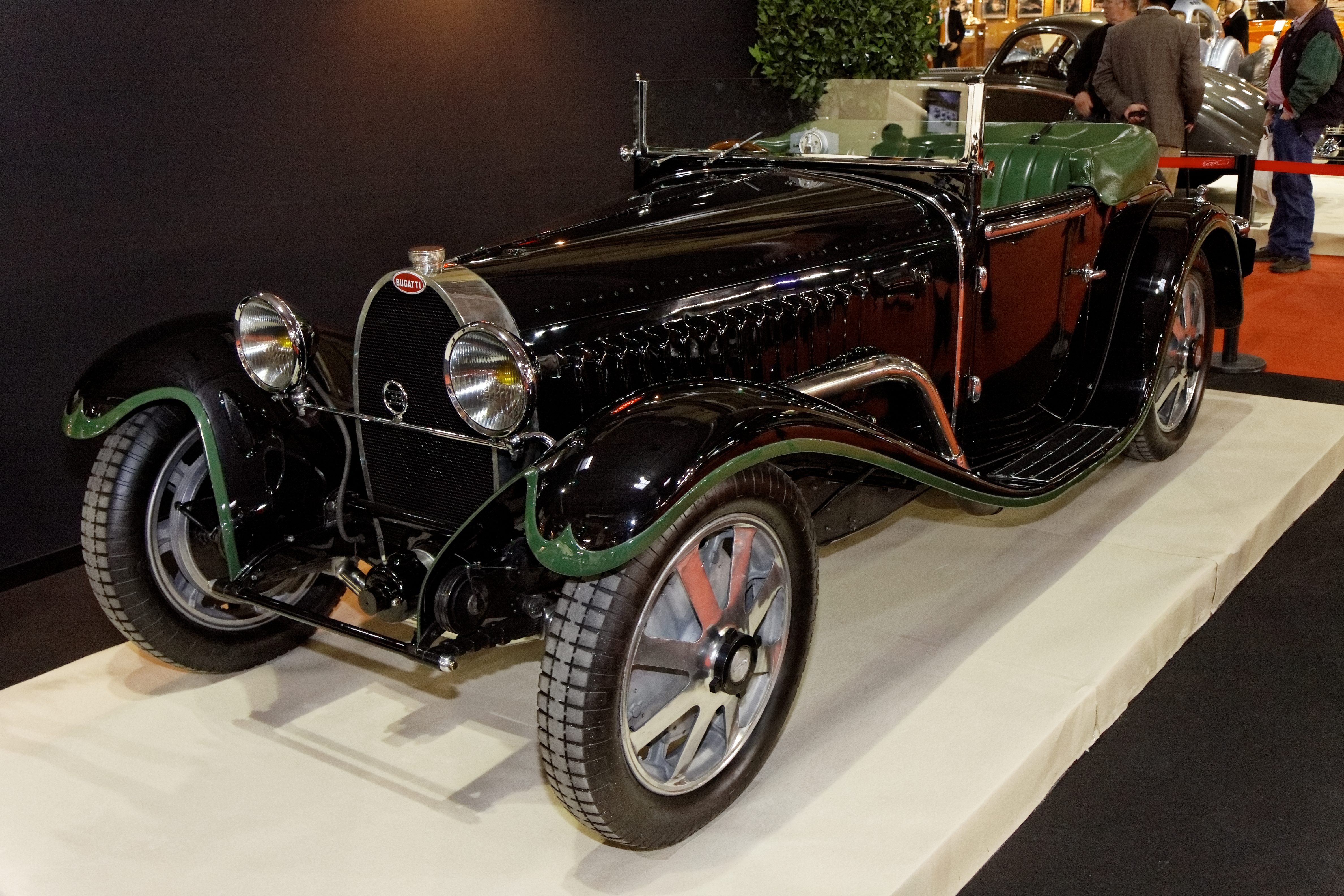
Straßenversion des Bugatti Type 55 mit Aufbau von Billeter & Cartier als Roadster

Der Bugatti Type 55 ist ein Pkw-Modell. Hersteller war Bugatti aus Frankreich.

## Beschreibung
Ettore Bugatti und Jean Bugatti präsentierten das Fahrzeug im Oktober 1931 auf dem Pariser Autosalon. Es löste den Type 43 ab.
Der Achtzylinder-Reihenmotor ist vom Type 51 abgeleitet und wassergekühlt. Er hat 60 mm Bohrung und 100 mm Hub. Das ergibt 2262 cm³ Hubraum. DOHC-Ventilsteuerung und jeweils ein Einlassventil und Auslassventil je Zylinder sind weitere Details. Die Kurbelwelle ist in fünf Kugellagern plus Rollenlager gelagert. Ein Roots-Kompressor sorgt für mehr Leistung. Der Motor leistet je nach Quelle 140 PS oder 160 PS.
Das Fahrgestell ist vom Rennwagen Type 54 abgeleitet. Die Vierradbremsen stammen dagegen vom Type 43. Frontmotor und Hinterradantrieb sind für die damalige Zeit selbstverständlich. Das Getriebe hat vier Gänge. Der Radstand beträgt 275 cm und die Spurweite 125 cm. Die Fahrzeuge sind etwa 365 cm lang und 150 cm breit. Sie wiegen 950 kg. Als Höchstgeschwindigkeit sind 182 km/h, 185 km/h oder 195 km/h angegeben.
Jean Bugatti entwarf die Karosserien. Sie sind meistens zweisitzig. Genannt werden Roadster mit und ohne Türen sowie Coupés. Auf Kundenwunsch fertigte externe Karosseriebauunternehmen spezielle Karosserien an.

## Renngeschichte
Den ersten Renneinsatz eines Type 55 gab es 1932 bei der Mille Miglia. Beim legendären Straßenrennen durch Italien fielen Achille Varzi und Carlo Castelbarco nach einem technischen Defekt aus; der Sieg ging an Baconin Borzacchini auf einem Alfa Romeo 8C 2300. Zum 24-Stunden-Rennen von Le Mans im Juni 1932 wurden zwei Type 55 gemeldet. Den Wagen mit der Startnummer 15, gemeldet von Guy Bouriat, fuhren Bouriat selbst und Louis Chiron. Das zweite Fahrzeug mit der Startnummer 16 wurde vom polnischen Grafen Stanisław Czaykowski und dem französischen Grand-Prix-Veteran und ehemaligen Bugatti-Werksfahrer Ernest Friederich pilotiert. Beide Fahrzeuge sahen die Zielflagge nicht. Der Bouriat/Chiron-Wagen hatte nach 23 Runden einen Leck im Benzintank; der Czyakowski/Friederich-Wagen nach 180 Runden einen Ventilschaden.
Auch 1934 fielen beide gemeldeten Type 55 in Le Mans aus. Der Wagen von Charles Brunet und André Carré verunfallte. Das Fahrzeug von Max Fourny und Louis Decaroli wurde disqualifiziert. Auch 1935 fielen beide gemeldeten Type 55 in Le Mans aus.
Nach dem Zweiten Weltkrieg tauchten noch zwei in die Jahre gekommene Type 55 bei Rennveranstaltungen auf. John Willment wurde 1950 bei einem Formel-Libre-Rennen in Goodwood Zweiter. Und ein unter dem Pseudonym „Gaston“ startender Rennfahrer wurde beim Sportwagenrennen im Rahmen des Großen Preises der Schweiz 1953 Vierter.

## Stückzahlen
Insgesamt entstanden 38 Fahrzeuge. Davon existieren noch 27.